# Prague Open II
Il Prague Open II, nome ufficiale RPM Prague Open, è un torneo professionistico maschile di tennis giocato sui campi in terra rossa del Tenisový klub Spoje di Praga, in Repubblica Ceca. Fa parte del circuito ITF, ma assume particolare importanza per l'edizione speciale dell'agosto 2020, che fu un torneo di categoria Challenger 125 nell'ambito dell'ATP Challenger Tour, con un montepremi di 137 560 €. Sugli stessi campi è stato inaugurato nel 2021 il Prague Open Challenger III.

## Albo d'oro Challenger

### Singolare
| Anno | Campione      | Finalista         | Punteggio   |
| ---- | ------------- | ----------------- | ----------- |
| 2020 | Aslan Karacev | Tallon Griekspoor | 6–4, 7–6(6) |

### Doppio
| Anno | Campioni                | Finalisti                        | Punteggio   |
| ---- | ----------------------- | -------------------------------- | ----------- |
| 2020 | Sander Arends David Pel | André Göransson Gonçalo Oliveira | 7–5, 7–6(5) |